# Changyuraptor

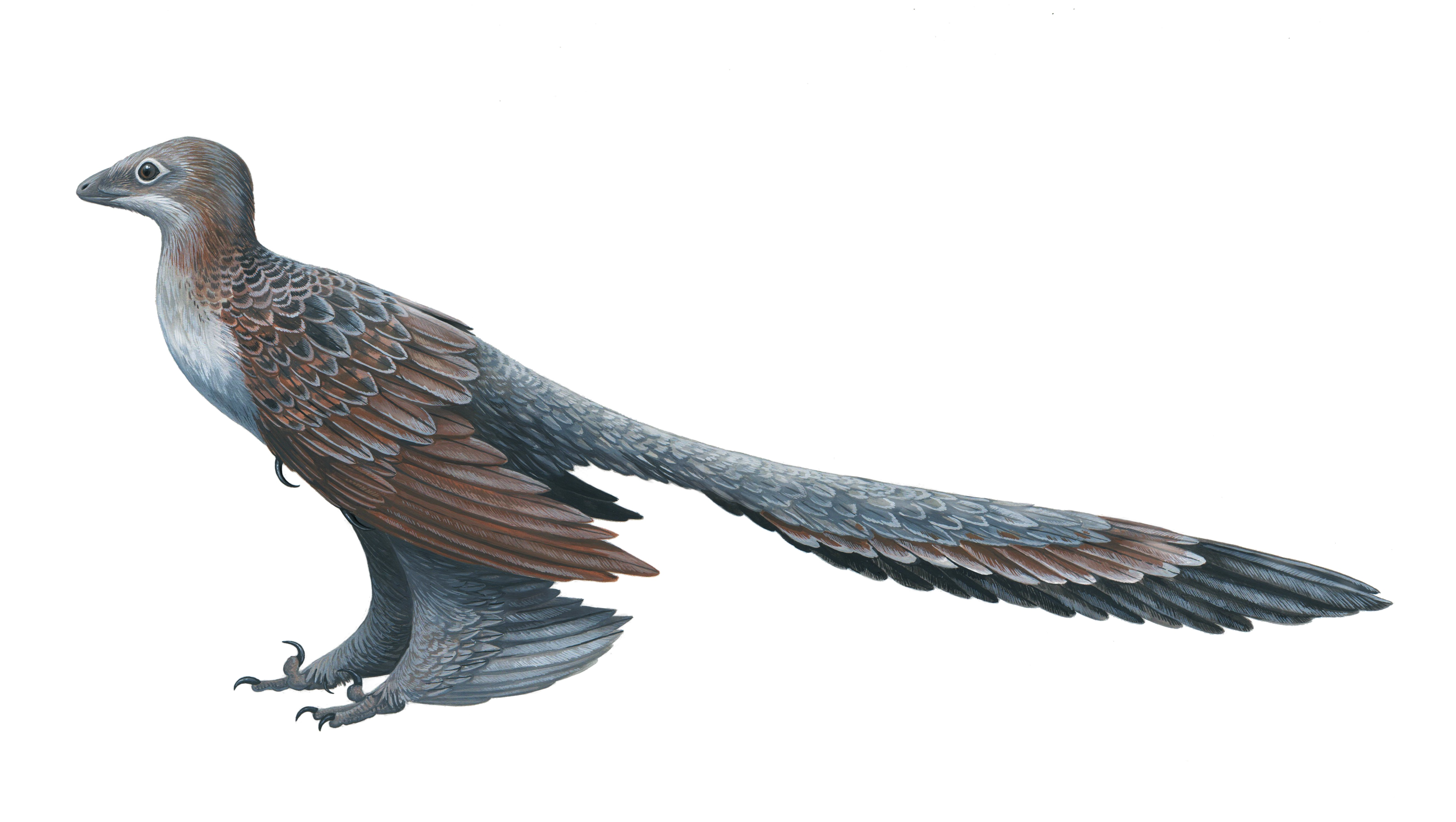
Changyuraptor yangi

Changyuraptor yangi is een theropode dinosauriër, behorend tot de Maniraptora, die tijdens het vroege Krijt leefde in het gebied van het huidige China.
In het begin van de eenentwintigste eeuw werd door boeren bij Xijianchang in de provincie Liaoning een fossiel opgegraven. Uiteindelijk kwam dit in handen van Chinese paleontologen.
In 2014 werd de typesoort Changyuraptor yangi benoemd en beschreven door Han Gang, Luis Maria Chiappe, Ji Shuan, Michael Habib, Alan Turner, Anusuya Chinsamy, Liu Xueling en Han Lizhuo. De geslachtsnaam is een combinatie van het Chinees 長, chang, "lang", en 羽, yu, "veer", een verwijzing naar de lange staartveren, met het Latijnse raptor, "rover". De soortaanduiding eert professor Yang Yandong.
Het holotype, HG B016, is gevonden in lagen van de Yixianformatie van de Jeholgroep die dateren uit het Aptien, ongeveer 125 miljoen jaar oud. Het bestaat uit een vrijwel volledig skelet, samengedrukt op een enkele plaat en tegenplaat. Uitgebreide omzettingsresten van het verenkleed zijn bewaard gebleven, vooral rond de achterpoten en de staart. Het gaat om een volwassen individu.
Changyuraptor heeft een lichaamslengte, inclusief staartveren, van 132 centimeter. Het gewicht is geschat op vier kilogram. Het was daarmee in 2014 de grootste bekende vliegende dinosauriër buiten de vogels.
Van Changyuraptor zijn geen unieke skeletkenmerken vastgesteld maar wel een unieke combinatie van op zich niet unieke kenmerken. Het vorkbeen is robuuster dan bij Sinornithosaurus en veel groter dan bij Tianyuraptor. Vergeleken met andere microraptorinen hebben de armen een grotere relatieve lengte, 96%, ten opzichte van de achterpoten. Het opperarmbeen is relatief langer dan bij Microraptor.
Chnayuraptor heeft vrij lange dolkvormige tanden. De staart, met vijfentwintig bewaarde wervels, is verstijfd door werveluitsteeksels. De voet draagt een sikkelklauw aan de tweede teen.
Changyuraptor heeft lange penveren aan het onderbeen en de middenvoet. Hij bezit daarmee vier vleugels. Nog langer, met een lengte van dertig centimeter, zijn de penveren aan het staartuiteinde die een ruitvormige waaier vormen. Die waren in 2014 de langste veren die ooit buiten de vogels waren aangetroffen.
Michael Habib heeft een studie uitgevoerd naar het vermogen tot vliegen van Changyuraptor. Hij beperkte zich daarbij tot de glijdende vlucht omdat het fossiel de veren van de armvleugels slecht bewaard heeft en de capaciteiten daarvan voor een klappende vlucht dus slecht bepaald kunnen worden. Die armen waren overigens erg lang, relatief even lang als bij Archaeopteryx. Habib berekende dat de lange veren aan de poten nuttig zouden kunnen zijn geweest als controlevlakken. De lange staartveren zouden in staat geweest zijn het stampen te controleren, iets wat bij een groter dier als Changyuraptor belangrijk is om zacht neer te komen daar zwaardere dieren sneller glijden.
Changyuraptor werd binnen de Dromaeosauridae in de Microraptorinae geplaatst. Een kladistische analyse slaagde er niet in de verwantschappen binnen de microraptorinen nader te bepalen.